# Lugdunum
Lugdunum, službenog naziva Colonia Copia Claudia Augusta Lugdunum, starorimska kolonija u Galiji osnovana 43. pr. Kr. godine na sjecištu Saône i Rhône, na mjestu keltskog naselja, na današnjem području francuskog grada Lyona. Osnovao ju je Lucije Munacije Plank. Godine 27. pr. Kr. kolonija postaje središtem pokrajine Lugdunumske Galije (lat. Gallia Lugdunensis). Ubrzo postaje jednim od glavnih kulturnih središta Rimskoga Carstva, kao i jedna od značajnijih prijestolnica starorimskih careva, dvojici od kojih (Klaudiju i Karakali) je Lundunum rodni grad.
Lugdunum je mjesto prvog spomena kršćanstva u Francuskoj, a odnosi se na zapise progona lionskih kršćana 177. godine Euzebija Cezarejskog i Grgura Tourskog. Lugdunum je prvi grad u Galiji u kojem je izgrađena crkva.
Procijenjuje se da je između 69. i 192. na području grada živjelo između 50 000 do 200 000 stanovnika.